# Parco nazionale del Kinabalu
Il parco nazionale del Kinabalu (Taman Negara Kinabalu) è un'area protetta della Malaysia situata nell'isola del Borneo, 60 km a nord-ovest di Kota Kinabalu. Venne istituito nel 1964 per proteggere 754 km² di territorio estremamente eterogeneo nella successione di habitat, dalle foreste di pianura fino alle nude cime granitiche. La vetta più alta del parco, e anche di tutto il Sud-est asiatico, è il Gunung Kinabalu che raggiunge quota 4095 metri con il Low's Peak.
Le pendici del Gunung Kinabalu incombono su tutto il territorio del Sabah e, quando il cielo è sereno, sono visibili a grandissime distanze. A circa 3900 metri, una mezzaluna rocciosa a due braccia - note rispettivamente con il nome di altopiano occidentale e altopiano orientale - abbraccia la gola di Low's Gully, un ripido canalone che a tratti precipita a oltre un chilometro di profondità.

## Flora
Grazie alla vasta gamma di habitat che si succedono sui suoi versanti, il complesso del parco nazionale del Kinabalu vanta una delle più grandi concentrazioni di piante del pianeta. Si calcola che ve ne siano oltre 4500, incluse 1500 orchidee di cui 77 endemiche del parco. Qui si sviluppano più specie di rododendri e nepenti di qualsiasi altra zona di simile estensione. La Nepenthes rajah è nota per avere l'ascidio più grande in assoluto (fino a 2 litri di capacità), mentre la Nepenthes lowii, dalla forma ad ampolla, è fra le più eleganti del suo genere.
La foresta mista di dipterocarpacee prevale in gran parte della pianura e si distingue per la grande varietà di specie arboree. A quote comprese fra i 1200 e i 2350 metri si insedia la foresta bassomontana, con querce, lauri, mirti, conifere e alcune specie della famiglia delle teacee. Dai 2350 ai 3000 metri si incontra la fascia di foresta altomontana, qui caratterizzata da magnifici rododendri. Oltre i 3000 metri, la foresta comincia a coprirsi di muschi, alberi nodosi e rachitici che giungono fino a un limite di 3350-3700 metri. La vegetazione prossima alla vetta è di tipo subalpino e, in Malaysia, il Gunung Kinabalu è l'unico habitat adatto a questo tipo di vegetazione. In vetta, infine, la terra cede il passo alla roccia nuda, liscia e verticale.

## Fauna

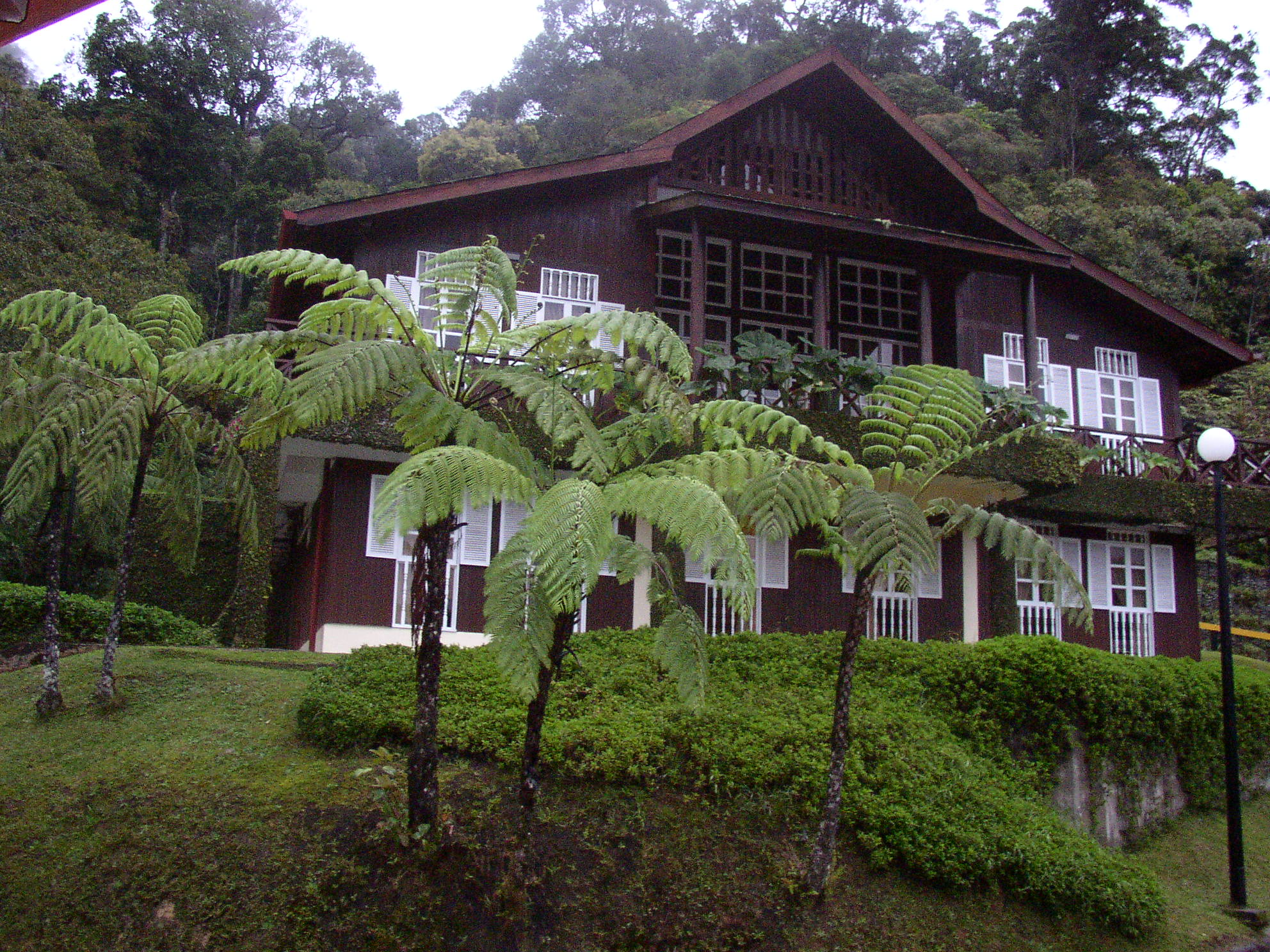
Il Rajah Lodge, con felci arboree in primo piano.

La diversità della fauna nel parco nazionale del Kinabalu è altrettanto impressionante. Si contano 289 specie di uccelli, l'aquila serpentaria di Kinabalu e il forapaglie di Kinabalu, la pernice pettocarminio e lo zufolatore del Borneo. Non tutte queste specie si riscontrano solo sul Gunung Kinabalu, ma nella zona circostante la sede del parco è particolarmente facile avvistarle. Vi sono inoltre almeno 290 specie di farfalle, 100 specie di rettili e 40 di pesci d'acqua dolce, oltre a un numero ancora imprecisato di invertebrati, tuttora in fase di studio.

## Turismo
A 1500 metri d'altezza un sistema di sentieri si snoda nella foresta prossima alla sede del parco. Per salire in vetta si può scegliere fra tre itinerari: il Summit Trail, adatto a turisti e visitatori meno esperti; il Kotal Trail e il Bowen Trail, per i quali è invece necessario uno speciale permesso e, per l'ultimo, buona pratica di roccia: qualunque sia il livello di preparazione, i pericoli della montagna non vanno mai sottovalutati.
Il sentiero che porta alla cima di Low's Peak impegna due giorni di cammino e comincia con un primo tratto di salita fino a Panar Laban (3300 m), dove si passa la notte. Molti scalatori affrontano l'ultimo tratto alle 3 del mattino seguente per poter raggiungere la meta all'alba. Di lassù lo spettacolo che si gode sulle pianure del Sabah e la vista della sagoma della montagna che emerge dalla coltre di nuvole danno emozioni indescrivibili. La discesa fino alla sede del parco si può completare lo stesso giorno.

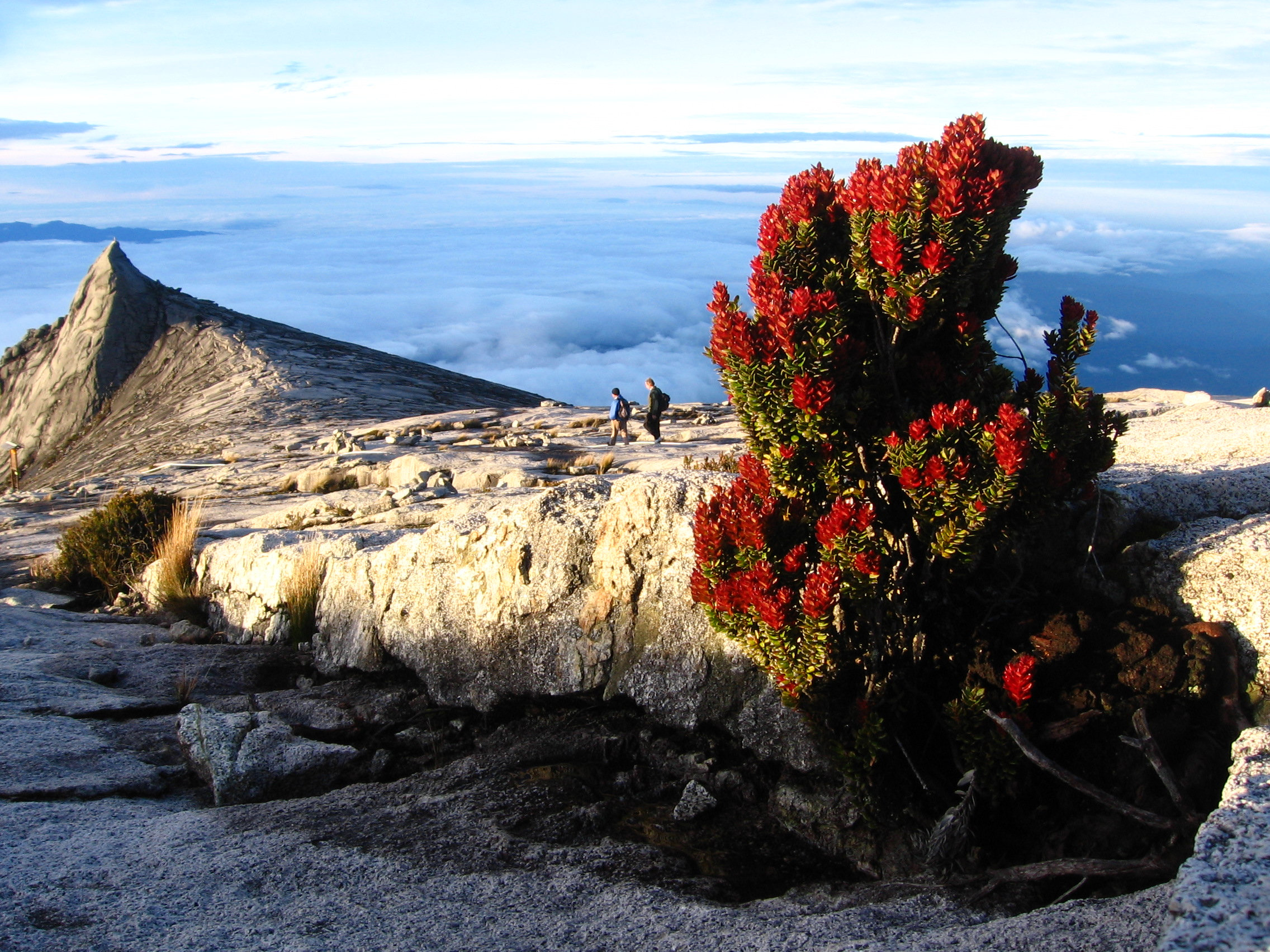
Vegetazione sull'altopiano sommitale del Kinabalu.

Le sorgenti calde di Poring si trovano a 43 km a sud-est; si tratta di cinque risorgive con annesse strutture termali e diversi sentieri che conducono alle cascate e alle grotte. Vi è inoltre una passerella sulla volta della foresta che offre splendidi scorci sulla natura: le rafflesie in fiore all'inizio del percorso e poi uccelli e insetti e le chiome degli alberi più alti.

## Popolazione
Il parco nazionale del Kinabalu è un sito di ricerca importante, attualmente impegnato sul versante dell'etnobotanica. Vi sono allestiti un orto botanico montano, con finalità turistiche e di studio, laboratori, un erbario, un museo e, presso la sede, alcuni itinerari didattici.
Attorno al parco vi sono i terreni agricoli delle comunità kadazan dusun, la più grande etnia indigena del Sabah. Alcuni indigeni locali sono impiegati nel parco come guardaboschi e guide; il parco è quindi fonte di reddito per i villaggi vicini. Altri redditi vengono dalla vendita di generi alimentari, soprattutto frutta e verdura, e dall'impiego nelle strutture turistiche.

## Galleria d'immagini

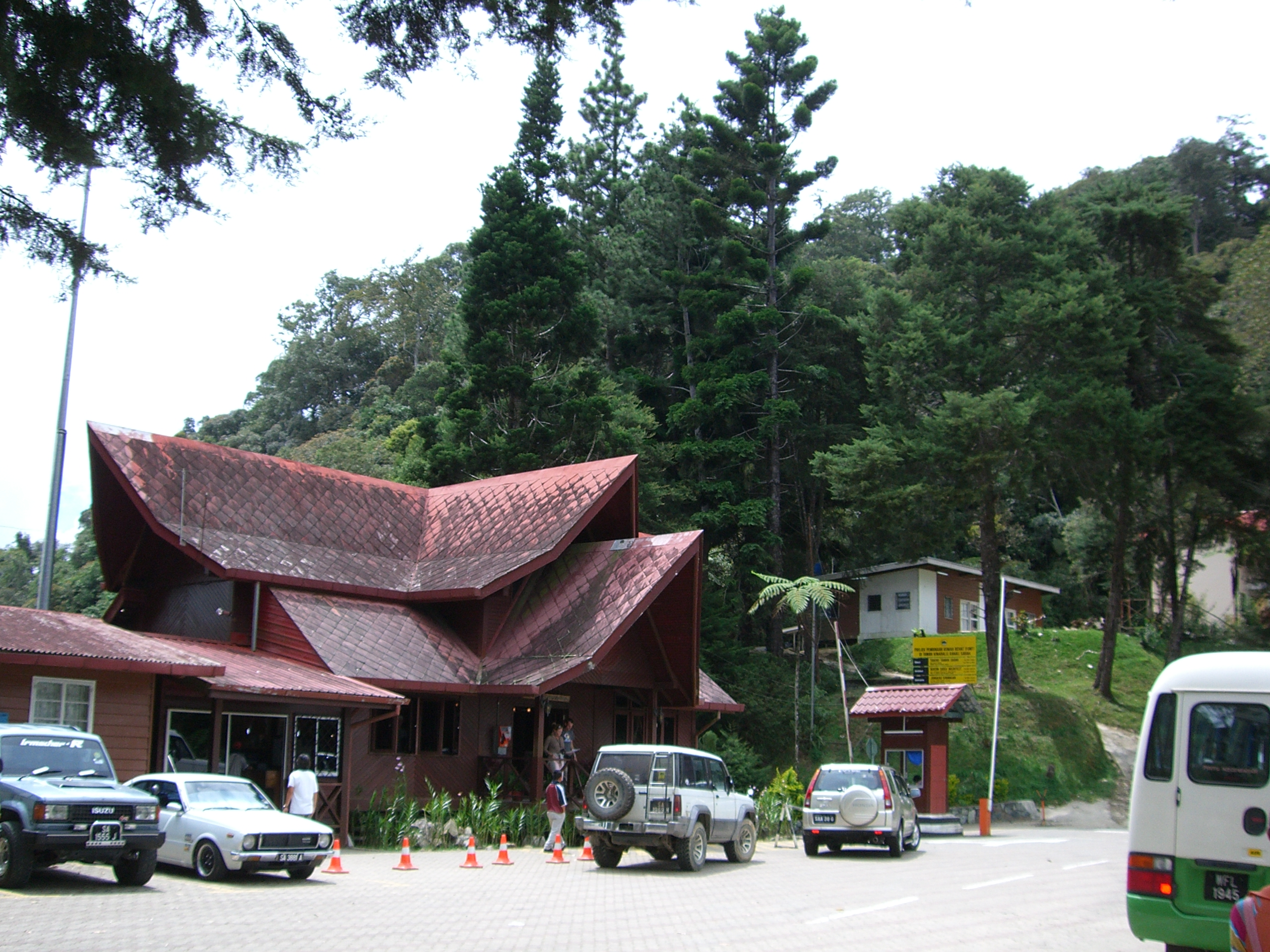
Il quartier generale del parco.
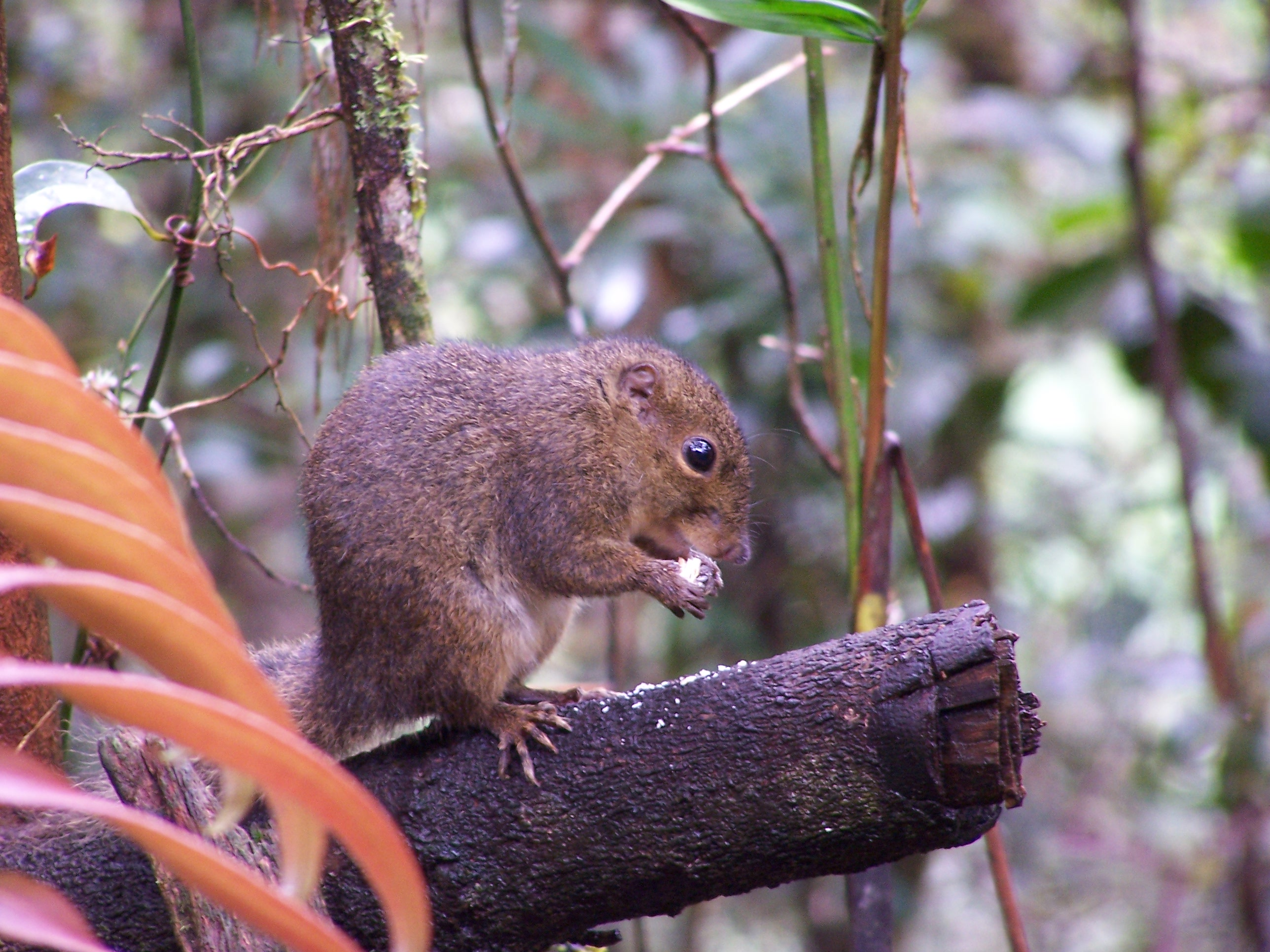
Uno scoiattolo di montagna (Sundasciurus tenuis).
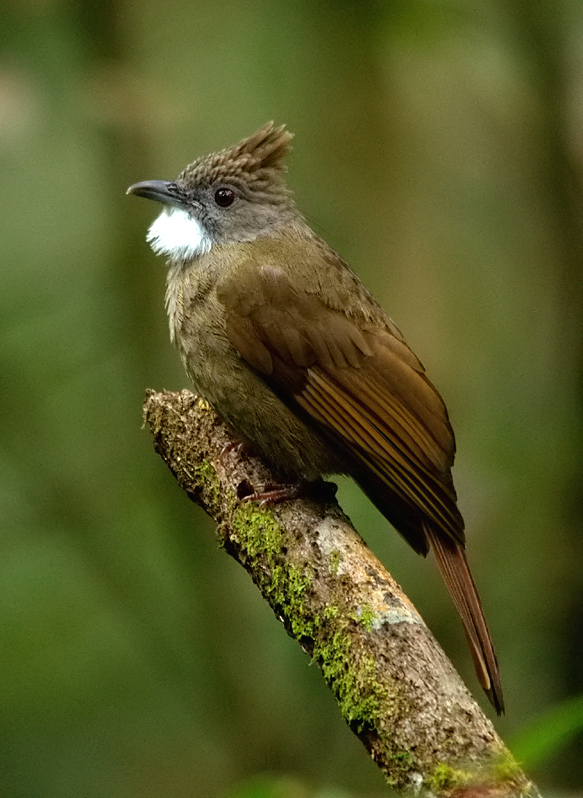
Un bulbul ocraceo (Alophoixus ochraceus).
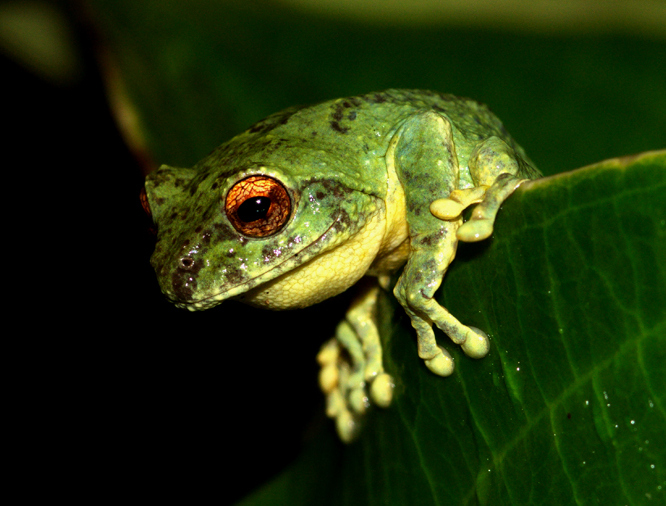
Un maschio di Philautus bunitus.
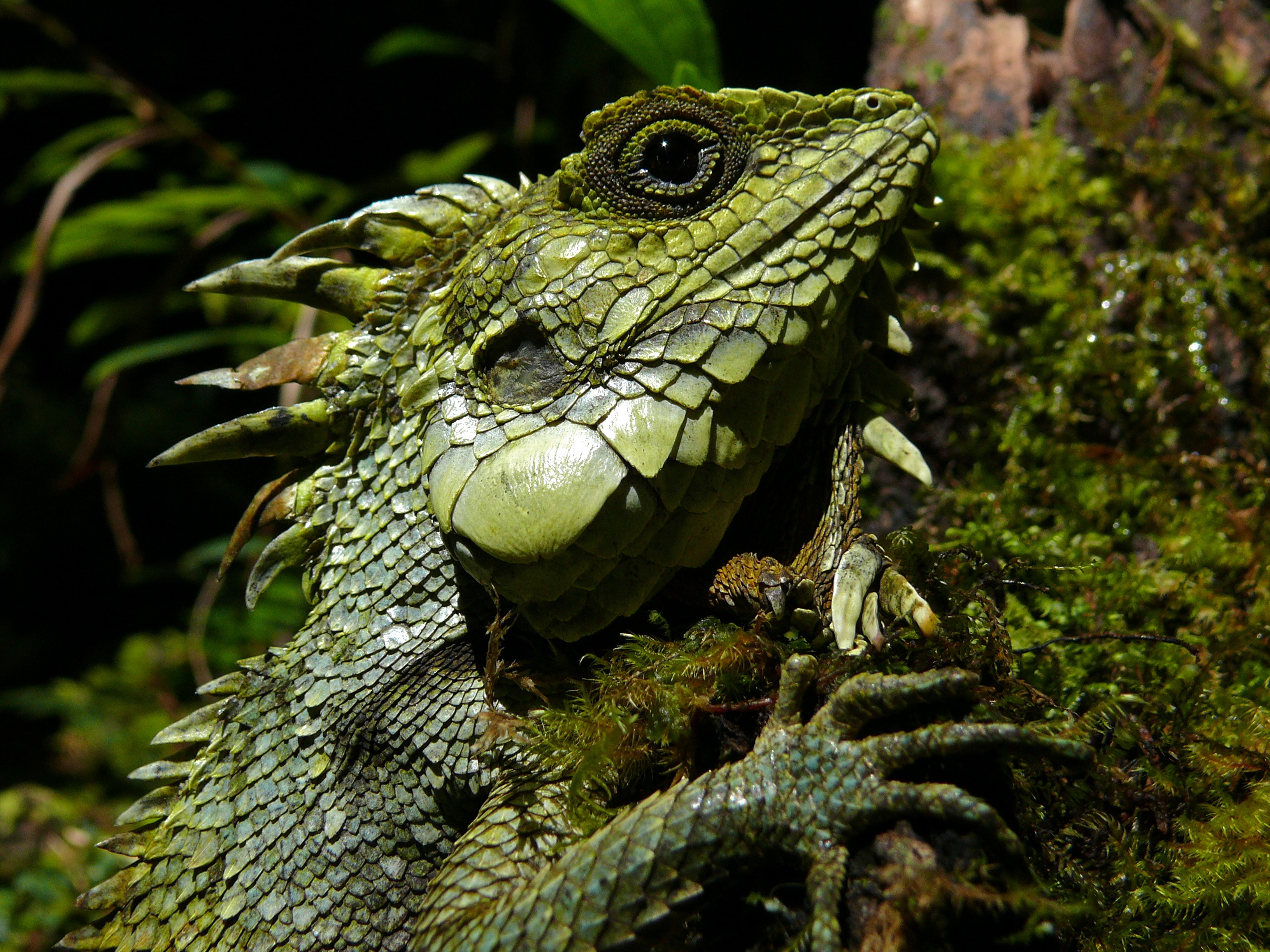
Un drago crestato (Hypsicalotes kinabaluensis).
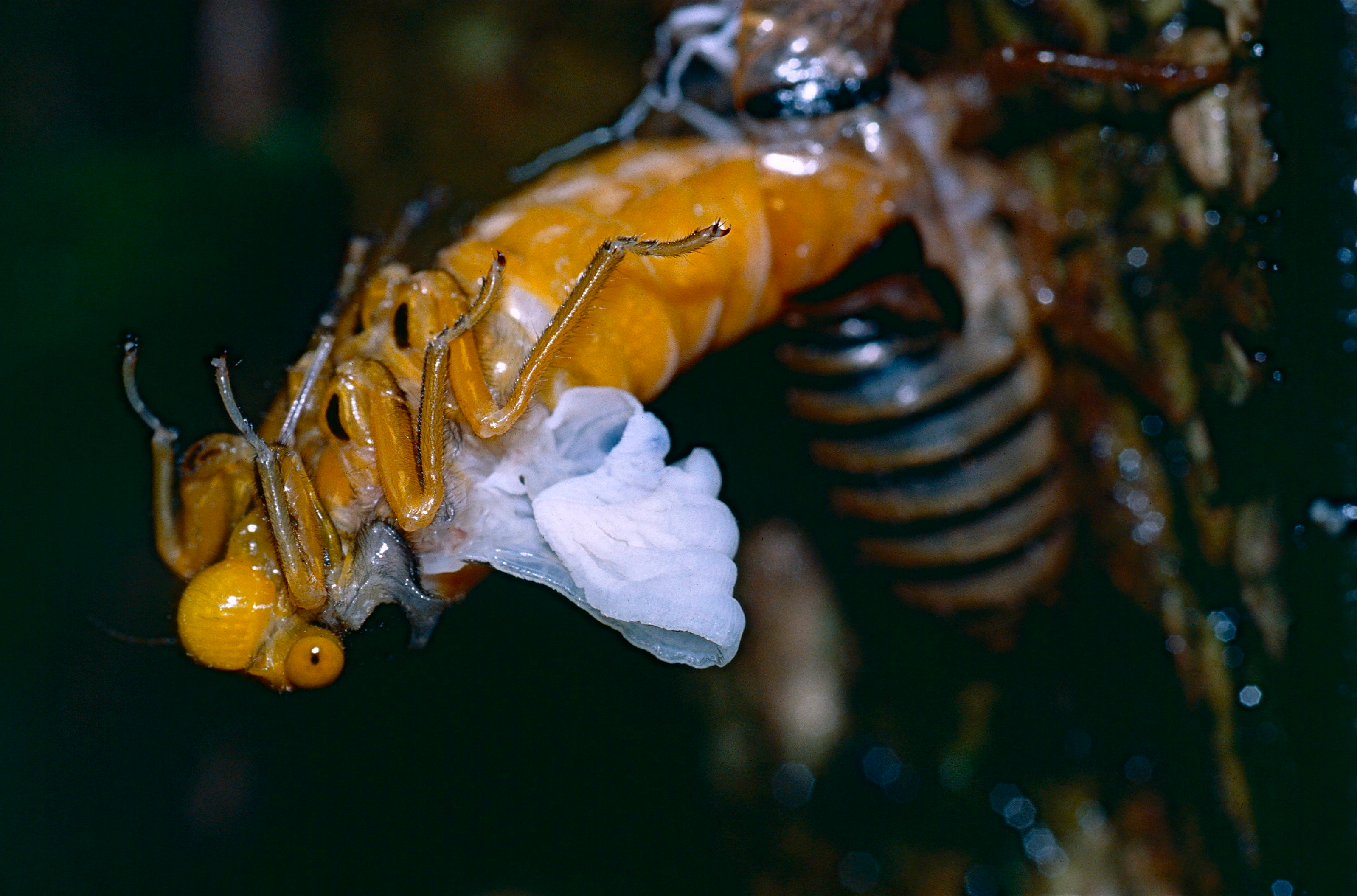
La cicala Huechys fusca.
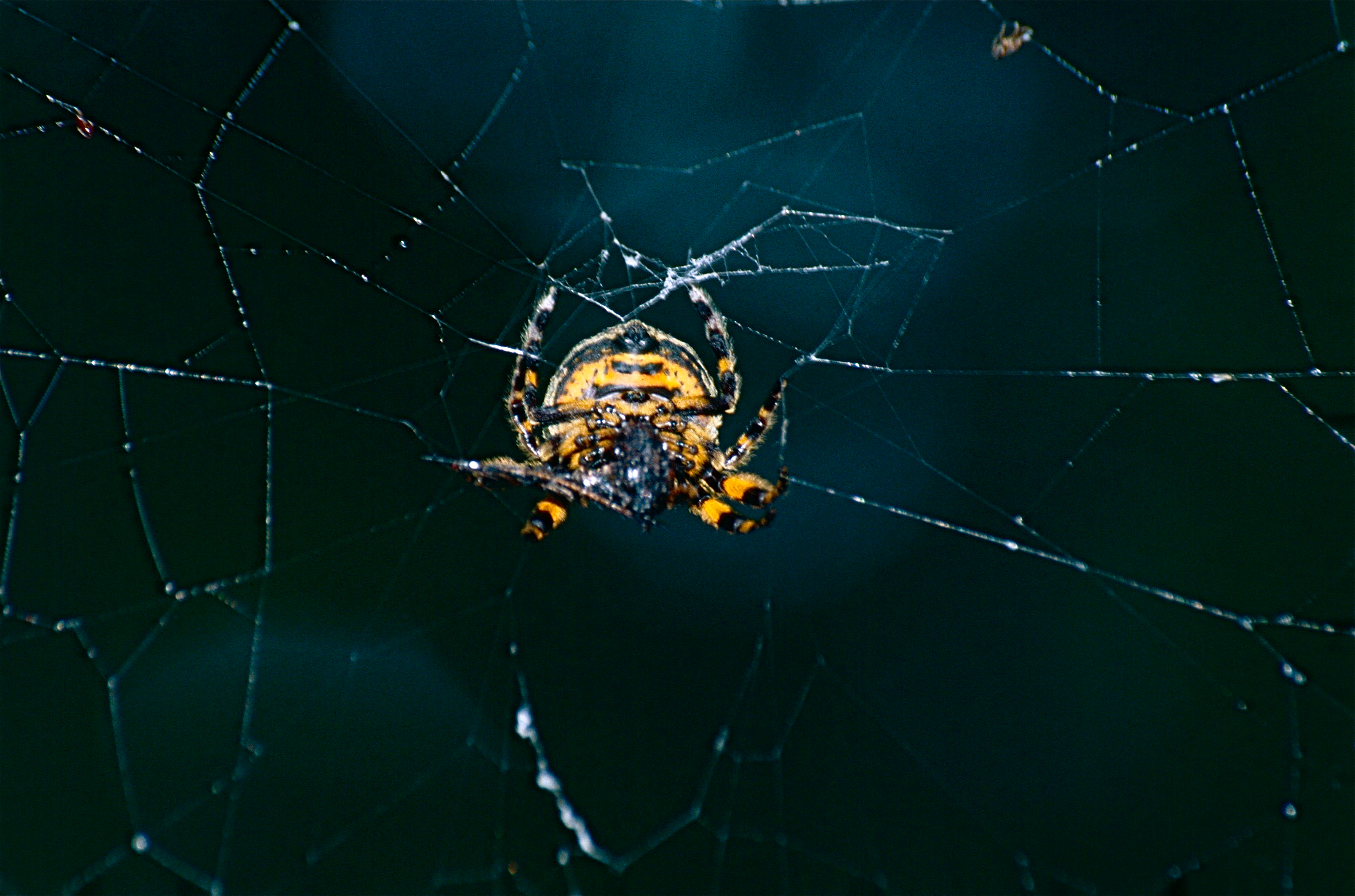
Un ragno della famiglia Araneidae.